# 尔湾文化
武汉尔湾文化传播有限公司，简称尔湾文化，是一家总部位于中国湖北省武汉的公司，由武汉大学国际软件学院院长、教授周怀北创办于2006年。公司成立之初，主要组织国际学术会议。2007年，周怀北决定创办开放获取的学术期刊。尔湾文化主要经营业务有会议组织、期刊出版、信息咨询，旗下拥有千人智库、工程信息研究院，以及科研出版社、汉斯出版社。其两家学术出版社曾因“发表门槛过低”等问题于2012年8月被《南方日报》批评为借收费发表论文牟利的“野鸡机构”。

## 业务

### 学术出版
旗下拥有两家在美国注册的出版社：科研出版社（Scientific Research Publishing，简称或）、汉斯出版社（Hans Publishers）。汉斯出版社总部设于美国特拉华州纽瓦克市，科研出版社的注册地址亦在美国特拉华州。
科研出版社出版英文学术期刊，总数超过240种。汉斯出版社出版中文学术期刊，种类超过160种。两社出版的期刊均为开放获取，被开放图书馆、开放存取期刊目录、谷歌学术、维普、万方数据、龙源期刊等数据库收录，具有国际标准连续出版物号(ISSN号)，但因无国内统一连续出版物号 (CN号)，中国知网暂不收录。
尔湾文化旗下的网站上，科研出版社号称“亚洲最大的开源电子期刊出版社”，汉斯出版社则号称“全球最大的中文开源电子期刊出版社”。

### 工程信息研究院
旗下的工程信息研究院（Engineering Information Institute，简称）主要举办国际学术会议。

### 千人智库
千人智库依托《千人》杂志，提供人员招聘、决策咨询、项目对接、创业等服务。

## 权威性争议
2012年8月，《南方日报》以《“美国科研出版社”是“野鸡学术网”？》为题，指称科研出版社、汉斯出版社借收费发表论文牟取利润一事。根据报道，在科研出版社的英文期刊上发表论文，10页之内根据稿件类型收取300至600美元，超过10页的部分每页加收50美元。汉斯出版社8页以内的论文收费1500元人民币，每超一页加收100元。新闻报道，这些期刊的发表门槛很低，用机器自动生成的论文都可以通过审核、收到缴费通知。方舟子创办的《新语丝》网站上的网友举报称，两家出版社的实体都在中国国内，为避开中国监管而选择在美国注册。《南方日报》记者发现，两家出版社的网站服务器都在中国武汉。
科研出版社回应说，收费发表论文是开源电子期刊的通例，收取的款项用于平台维护、收回出版成本。周怀北回应称，这两家出版社里他只做指导，并不参与运营，《南方日报》“机器生成的论文也可以通过审核”是“恶意攻击”，网站的服务器分布于多个国家，网站的客服也并非只在中国，发论文收费是国际惯例。